# Мороз, Виталий Васильевич
Вита́лий Васи́льевич Моро́з (род. 1 апреля 1938 года) — советский и российский военачальник, генерал-лейтенант. Командующий 33-й гвардейской ракетной армии (1989—1993).

## Биография
Родился 1 апреля 1938 года в селе Красная Поляна, Кировоградской области Украинской ССР.
- С 1955 по 1960 год обучался в Харьковском высшем военном командно-инженерном училище.
- С 1960 года служил в составе Ракетных войск стратегического назначения СССР на различных командно-штабных должностях, в том числе:
  - с 1960 по 1973 год — начальник ракетного отделения, заместитель командира ракетного дивизиона по вооружению, командир ракетного дивизиона, начальник штаба — заместитель командира и командир ракетного полка[1][2][3][4].
- С 1973 по 1974 год проходил обучение на академических курсах при Военной академии имени Ф. Э. Дзержинского.
- C 1974 по 1975 год — начальник штаба и заместитель командира, а
- с 1975 по 1981 год — командир 23-й гвардейской ракетной дивизии, в составе 50-й ракетной армии. 
  - В частях дивизии под руководством В. В. Мороза состояли стратегические пусковые ракетные установки с жидкостными одноступенчатыми баллистическими ракетами средней дальности наземного базирования «Р-12»[5].
- С 1981 по 1983 год обучался на командном факультете Военной академии имени Ф. Э. Дзержинского, которую окончил с золотой медалью[1][2][3][4].
- С 1983 года — заместитель начальника штаба,
- с 1984 года — заместитель командующего 50-й ракетной армии по боевой подготовке.
- С 1985 по 1987 год — начальник штаба — первый заместитель командующего и член Военного совета 27-й гвардейской ракетной армии.
- С 1987 по 1989 год служил в Главном штабе РВСН СССР в должности первого заместителя начальника Управления боевой подготовки.
- С 1989 по 1993 год — командующий 33-й гвардейской ракетной армии, в составе соединений армии под руководством В. В. Мороза состояли ракетные комплексы «Р-36М2» и  РТ-2ПМ «Тополь»[6].
- В 1991 году экстерном окончил Военную ордена Ленина Краснознамённую ордена Суворова академию Генерального штаба Вооружённых Сил СССР имени К. Е. Ворошилова[1][2][3][4].
- С 1993 года в запасе.

## Высшие воинские звания
- Генерал-майор (27.10.1977)
- Генерал-лейтенант (1.11.1989)[7]

## Награды
- Орден Красной Звезды (1981)
- Орден «За службу Родине в Вооружённых Силах СССР» II (1988) и III (1975) степени[1]